# HMS Hawke (1891)
Pour les autres navires du même nom, voir HMS Hawke.
Le HMS Hawke lancé en 1891 est le sixième navire de guerre britannique à porter ce nom. C'est un croiseur protégé de classe Edgar à douze canons, deux hélices et blindage déplaçant 7 350 tonnes. Il peut atteindre une vitesse de 20 nœuds.
L'épave du Hawke a été découverte en août 2024, à 110 km au large des côtes écossaises.

## Service
En 1897 - 1898, le Hawke, sous le commandement du capitaine Sir Richard Poore, sert en Méditerranée dans le cadre des opérations qui mènent à la pacification de la Crète et à la nomination du prince Georges de Grèce au Haut-commissariat sous la suzeraineté du sultan de l'empire ottoman. À une occasion, il sert de transports de troupes, embarquant une force militaire grecque dans la baie de Platania et la ramenant en Grèce.

### Collision avec l’Olympic

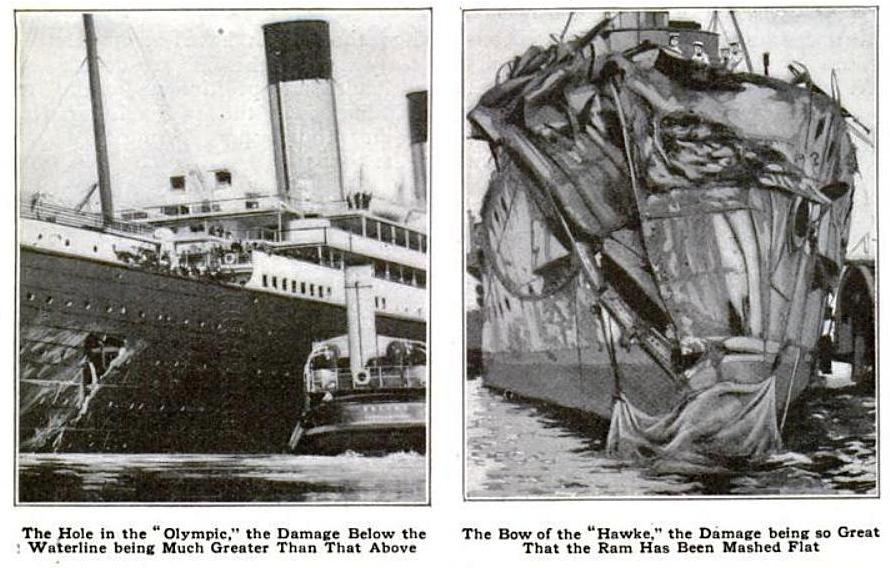
Les conséquences de la collision sur les deux navires

Le 20 septembre 1911, le HMS Hawke, sous le commandement du capitaine W.F. Blunt, entre en collision dans le Solent avec le Olympic de la White Star Line. La collision fait perdre au Hawke sa proue (qui est remplacée par une proue plus étroite). Le procès qui résulte de l'incident libère le Hawke de toute responsabilité. Durant le procès, on avance la théorie que c’est la grande quantité d'eau déplacée par l’Olympic qui avait généré un effet de succion qui a dévié le Hawke de sa course.

### Naufrage
En 1914, au début de la Première Guerre mondiale, le Hawke, commandé par le capitaine Hugh P.E.T. Williams, s'engage dans plusieurs opérations en Mer du Nord. Le 15 octobre, alors qu'il est en patrouille, le Hawke est torpillé par le sous-marin allemand U-9. Son bâtiment jumeau, le Theseus, en patrouille avec lui, est attaqué au même moment mais s'en tire sans dommages. Le Hawke coule en quelques minutes, avec son capitaine, 26 officiers et 500 hommes. Seuls quatre officiers et 60 hommes sont sauvés.

## Epave
Le 12 août 2024, le groupe d'explorateurs sous-marins Lost in Waters Deep a annoncé la découverte de l'épave du Hawke sous 110 mètres de profondeur, à environ 110 km à l'est de Fraserburgh, en Écosse. La localisation de l'épave a été effectuée par le navire de soutien à la plongée MV Clasina. L'un des plongeurs de l'équipage appartenant à Lost in Waters Deep a noté que le navire avait été retrouvé « dans un état remarquable », avec des canons, des ponts en teck et « beaucoup de vaisselle de la Royal Navy » toujours en place, notant qu'une pénurie de nutriments organiques dans les eaux environnantes signifiait que les organismes n'avaient pas été attirés dans la zone pour ronger l'épave.